# Psychilis cogniauxii
Psychilis cogniauxii är en orkidéart som först beskrevs av Louis Otho Otto Williams, och fick sitt nu gällande namn av Ruben Primitivo Sauleda. Psychilis cogniauxii ingår i släktet Psychilis och familjen orkidéer. Inga underarter finns listade i Catalogue of Life.